# Ann-Christin Cederborg
Eva Ann-Christin Cederborg, född 23 februari 1952, är professor i psykologi vid avdelningen för barn- och ungdomsvetenskap vid Stockholms universitet.
Cederborg är en av Sveriges mest erfarna forskare på området hur polisförhör med barn bör gå till. Hon utbildar förhörsledare inom svenska polisen.